# Dr. Mark & Cindy Lynn Stadium
Ne doit pas être confondu avec le Lynn Family Stadium.
Le Dr. Mark & Cindy Lynn Stadium (aussi appelé Lynn Stadium) est un stade de soccer universitaire situé à Louisville, dans le Kentucky. Il est la propriété de l'Université de Louisville. Le stade est inauguré officiellement le 29 août 2014.
Depuis 2014, c'est le terrain de jeu de l'équipe de soccer masculine et féminine de l'université, les Cardinals de Louisville.

## Histoire

### Projet de construction
L'Université de Louisville embauche TEG comme architecte pour le projet de stade,. Le projet proposait un stade d'une capacité de 5 300 places et comprendra un centre d’entraînement avec des vestiaires identiques pour les équipes masculines et féminines, des bureaux d’entraîneurs et une salle d’entraînement, ainsi qu’une suite et une salle de presse situées au sommet de la tribune au milieu de terrain. La construction du stade coûterait 18,5 millions de dollars.
Le stade sera situé entre Floyd Street et Byrne Avenue dans l’espace actuellement occupé par un parking en face des terrains d’entraînement de la section football américain. La construction pourrait commencer dès juin, avec une date cible pour l’achèvement d’ici septembre 2014. 

### Travaux
La construction du stade démarre le 3 juin 2013,. L'entreprise ABEL Construction est choisie comme entrepreneur général pour le projet de stade. Le stade est un bâtiment certifié « LEED Silver »,. La construction s'est achevée le 27 août 2014, après 14 mois de travaux,. Il se termine à temps pour la saison 2014 de l'Atlantic Coast Conference. TEG s'est inspiré du Children's Mercy Park de Kansas City.

### Nom
L'Université de Louisville annonce le 21 février 2013 que le stade se nommera Dr. Mark & Cindy Lynn Stadium à la suite de leur don de 5 millions de dollars pour la construction du stade,. Le Dr Lynn est un opticien-optométriste, possède la franchise de la région de Louisville du détaillant d’optique national Visionworks (en), anciennement connu sous le nom de Dr Bizer’s Vision World.

### Rencontre inaugurale
Les rencontres inaugurales du Lynn Stadium se déroule le 29 août 2014, l'équipe féminine gagne un à zéro face aux Rebels d'Ole Miss,, puis l'équipe masculine gagne un à zéro face aux Terrapins du Maryland. Les matchs se joue devant 7 047 spectateurs.

## Manifestations sportives

### Cardinals de Louisville
Le stade accueille les rencontres de la section de soccer masculine et féminine des Cardinals de Louisville. Louisville fait partie de l'Atlantic Coast Conference. Le stade accueil plusieurs rencontres du championnat NCAA.

### Louisville City FC
Entre 2018 et 2019, Louisville City FC dispute ses rencontres de l'U.S. Open Cup au Lynn Stadium. Lors de la U.S. Open Cup 2018, il dispute sa première rencontre dans ce stade face aux Rough Riders de Long Island (victoire 5-0), puis la franchise gagne contre le Revolution de la Nouvelle-Angleterre (3-2). C'est la première victoire de Louisville contre une franchise de MLS. Louisville City a disputé six matchs de l'U.S. Open Cup dans ce stade dont six victoires.
Le stade a accueilli le 8 novembre 2018 la finale de l'édition 2018 de la Coupe USL opposant le Louisville City au Rising de Phoenix,. Louisville s'est imposé un à zéro face à Phoenix. Affluence de 7 025 spectateurs pour ce match. La saison suivante, le stade a accueilli le 17 novembre 2019 la finale de l'édition 2019 du USL Championship opposant le Louisville City aux Real Monarchs. Le Real Monarchs s'est imposé trois à un face à Louisville. Le match se joue devant 7 025 spectateurs.